# Pordenone
Pordenone (Pordenòn friulano y véneto) es una ciudad italiana, capital de la provincia homónima, perteneciente a la región de Friuli-Venecia Julia. Ubicada en el noreste del país, cuenta con una población de 52 344 habitantes (ISTAT 2024).

## Historia

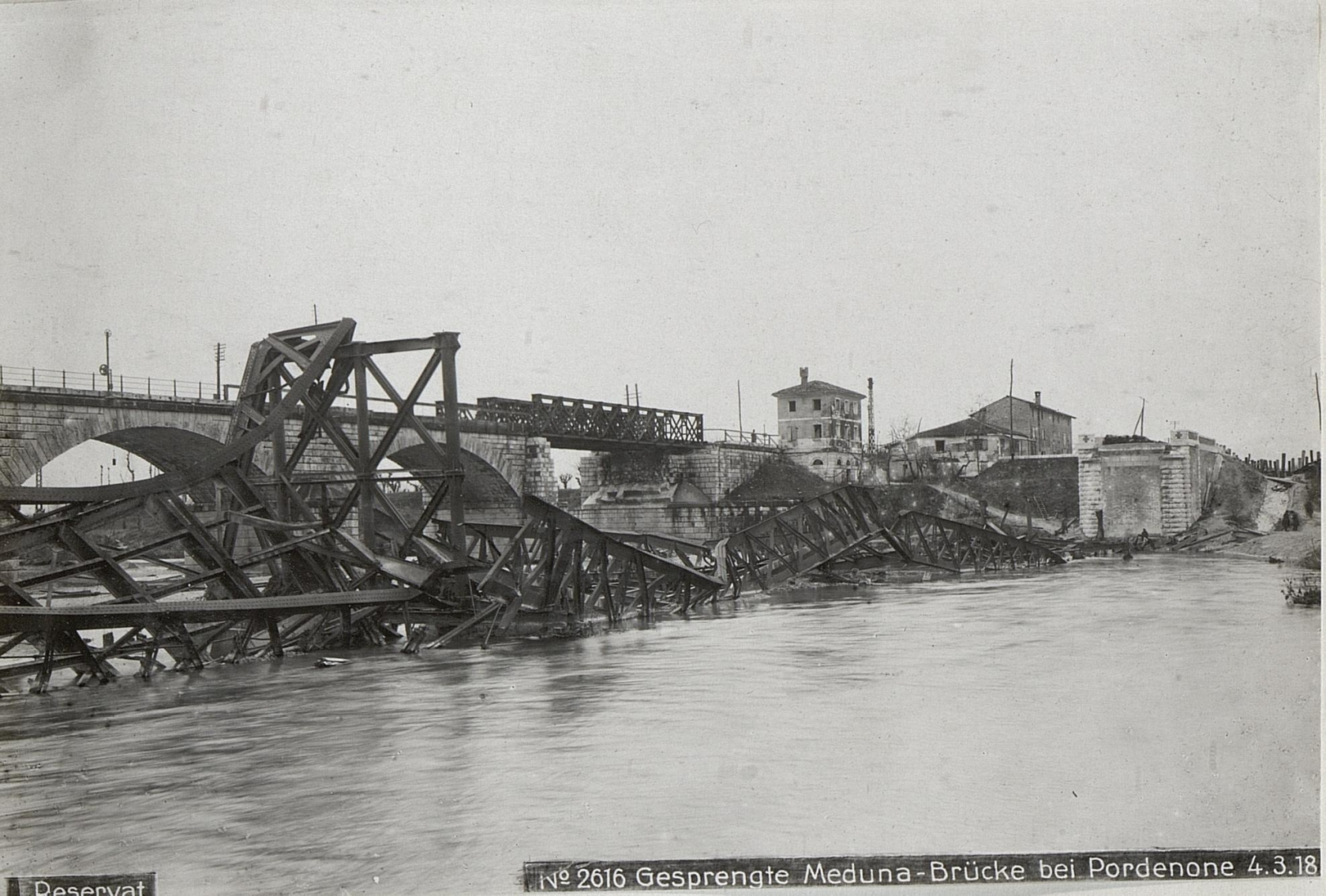
Puente de Pordenone destruido durante la Primera Guerra Mundial

Las destrucciones debidas a la Primera Guerra Mundial y la crisis del 1929, llevar el sector algodonero a una crisis sin fin. Después de la Segunda Guerra Mundial, la Zanussi, que ahora es parte de la multinacional Electrolux, que hasta entonces era una pequeña empresa de cocinas baratas, se volvió una importante empresa en el campo de los electrodomésticos, llegando a dar trabajo a muchos habitantes de la ciudad.
En 1968, Pordenone se volvió capital de provincia. Hasta entonces era parte integrante de la provincia de Udine. Desde el 1974 es sede de la diócesis de Concordia-Pordenone. En los últimos años se instaló en la ciudad una sede de la Universidad de Udine y de la Universidad de Trieste. En el 2002 inició sus trabajos el Polo Tecnológico de Pordenone para promocionar la cultura de la innovación en las empresas de los alrededores.

## Demografía
| Gráfica de evolución demográfica de Pordenone entre 1861 y 2011 |
|                                                                 |
| Fuente ISTAT - elaboración gráfica de Wikipedia                 |

## Deportes
El Pordenone Calcio es el club de fútbol de la ciudad. Jugará en la tercera división del fútbol italiano, la Serie C. Disputa sus encuentros de local en el Estadio Friuli cuyo aforo es de 25 000 espectadores.

## Ciudades hermanas
- Spittal an der Drau (Austria, desde 1987).
- San Martín (Argentina, desde el 15 de octubre de 2003).